# Шелбодино
Шелбодино (рос. Шелбодино) — присілок в Бежецькому районі Тверської області Російської Федерації.
Населення становить 8 осіб. Входить до складу муніципального утворення Житищенське сільське поселення.

## Історія
Від 2005 року входить до складу муніципального утворення Житищенське сільське поселення.

## Населення
| 2008 | 2010 |
| ---- | ---- |
| 10   | ↘8   |